# Jakobsweg Ungarn
Der Jakobsweg Ungarn ist ein Hauptweg des ungarischen Jakobswegenetzes.
Der beschilderte Weg führt von Budapest bis Lébény, von wo er in einer Variante bei Wolfsthal direkt an den Jakobsweg Österreich anschließt und in einer anderen Variante bei Halbturn zunächst an den Jakobsweg Burgenland angebunden wird, der dann bei Haslau-Maria Ellend ebenfalls an den Jakobsweg Österreich anknüpft.

## Beschreibung
Der Jakobsweg von Budapest bis Wolfsthal verläuft durchgehend auf der rechten Seite der Donau. Er ist teilweise sehr spärlich als Jakobsweg gekennzeichnet und verläuft stückweise gemeinsam mit anderen Wander- und Pilgerwegen.
Ausgangspunkt ist der 0-km-Stein am Fuß des Burgberges am Budaer Brückenkopf der Kettenbrücke an der Donau, von dem in Ungarn die Entfernung aller Hauptfernstraßen gemessen wird. Die Etappenlänge bewegt sich zwischen 19 und 32 Kilometer.
Budapest – Lébény
- Budapest – Zsámbék

O-km-Stein – Normafa – Makkosmária-Kirche (Maria-Eichel-Kirche) – Stadtrand von Budakeszi – Páty im Kreis Budakeszi – Újmajor-Kirche – Tök im Kreis Budakeszi – Kirche in Zsámbék
- Zsámbék – Tarján
- Tarján – Tata
- Tata – Nagyigmánd
- Nagyigmánd – Kisbér
- Kisbér – Pannonhalma
- Pannonhalma – Győr
- Győr – Lébény

Variante Lébény – Wolfsthal
- Lébény – Mosonmagyaróvár
- Mosonmagyaróvár – Rajka
- Rajka – ungarisch-österreichische Grenze (Burgenland) – Deutsch Jahrndorf – Pama – burgenländisch-niederösterreichische Grenze – Berg -Wolfsthal

Variante Lébény – Halbturn
- Lébény – Krisztinaberek
- Krisztinaberek – Mosonszolnok (deutsch Zanegg)
- Mosonszolnok (Zanegg) – Halbturn